# Attention (bài hát của Charlie Puth)
"Attention" là một bài hát của nam ca sĩ người Mỹ Charlie Puth. Bài hát được phát hành ngày 21 tháng 4 năm 2017 dưới dạng đĩa đơn mở đường cho album thứ hai chưa ra mắt của anh, Voicenotes (2018) bởi Atlantic Records. Đây là một bài hát có âm điệu pop rock với ảnh hưởng từ nhạc soul và funk ở thập niên 80'. Đĩa đơn đã lọt top 10 ở hơn 10 quốc gia, bao gồm cả Pháp, Australia, New Zealand, Anh Quốc, Philippines và Hoa Kỳ.

## Phát hành
Ý tưởng ban đầu của "Attention" bắt đầu được phát triển vào năm 2016 khi Charlie Puth ghi lại các bài hát trong chuyến lưu diễn tại Nhật Bản.
Charlie đã trình bày bài hát này trong "cuộc triển lãm âm nhạc hấp dẫn" tại Los Angeles với tên gọi "The Attention Room" vào 19 tháng 4. Hai ngày sau, "Attention" chính thức được phát hành trong album. 

## Âm nhạc
"Attention" là một bài hát theo thể loại pop rock  có các yếu tố của những năm 1980 . Trong bài hát, anh ấy có một cô người yêu chỉ muốn nhận được sự chú ý của Charlie về phía mình..

## Quảng bá
Bài hát đã được phát vào ngày đầu tiên trên Snapchat. Charlie biểu diễn trực tiếp lần đầu tiên tại chương trình The Voice vào 10 tháng 5 năm 2017. Anh cũng biểu diễn trên The Tonight Show Jimmie Fallon vào ngày 18 tháng 5 năm 2017.

## Đánh giá chuyên môn
Mike Wass cho rằng "Attention" là "bài hát của mùa Hè". Anh đã thêm vào đó, Charlie "vẫn còn một chàng trai, chỉ cần thêm một chút mệt mỏi và rất nhiều sẵn sàng để nói chuyện tâm trí của mình." Ông ca ngợi cách sản xuất của bài hát, ông ấy nói rằng "sự táo bạo cũng đi qua trên những sản xuất mà Charlie xử lý mình, có sự kết hợp của bass và disco."

## Video âm nhạc
Video âm nhạc chính thức của bài hát được phát hành vào 24 tháng 4 năm 2017. MV đã được quay tại Samara Weaving, Los Angeles. trong suốt MV bài hát, anh đã nhận ra rằng cô ta chỉ muốn ở xung quanh anh vì sự chú ý và các động cơ thầm kín thay vì yêu anh ta cho.
Hiện tại sau 2 tháng ra mắt (10/6/2017), video đã nhận được hơn 110 triệu lượt xem trên YouTube.

## Xếp hạng
| Bảng xếp hạng (2017)                            | Vị trí cao nhất |
| ----------------------------------------------- | --------------- |
| Argentina (Monitor Latino)                      | 19              |
| Úc (ARIA)                                       | 10              |
| Áo (Ö3 Austria Top 40)                          | 11              |
| Bỉ (Ultratop 50 Flanders)                       | 15              |
| Bỉ (Ultratop 50 Wallonia)                       | 2               |
| Canada (Canadian Hot 100)                       | 6               |
| Chile Anglo (Monitor Latino)                    | 6               |
| Colombia (National-Report)                      | 67              |
| Croatia (HRT)                                   | 6               |
| Cộng hòa Séc (Rádio Top 100)                    | 17              |
| Cộng hòa Séc (Singles Digitál Top 100)          | 13              |
| Đan Mạch (Tracklisten)                          | 12              |
| Ecuador (National-Report)                       | 11              |
| Euro Digital Songs (Billboard)                  | 5               |
| Pháp (SNEP)                                     | 3               |
| Trường songid là BẮT BUỘC CHO BẢNG XẾP HẠNG ĐỨC | 9               |
| Greece Digital Songs (Billboard)                | 5               |
| Hungary (Rádiós Top 40)                         | 7               |
| Hungary (Single Top 40)                         | 5               |
| Hungary (Stream Top 40)                         | 4               |
| Ireland (IRMA)                                  | 11              |
| Israel (Media Forest)                           | 1               |
| Ý (FIMI)                                        | 10              |
| Latvia (Latvijas Top 40)                        | 1               |
| Lebanon (Lebanese Top 20)                       | 3               |
| Luxembourg Digital Songs (Billboard)            | 8               |
| Malaysia (RIM)                                  | 2               |
| Mexico (Monitor Latino)                         | 10              |
| Mexico Airplay (Billboard)                      | 2               |
| Mexico Ingles Airplay (Billboard)               | 1               |
| Hà Lan (Dutch Top 40)                           | 11              |
| Hà Lan (Single Top 100)                         | 20              |
| New Zealand (Recorded Music NZ)                 | 6               |
| Na Uy (VG-lista)                                | 13              |
| Panama Anglo (Monitor Latino)                   | 5               |
| Philippines (Philippine Hot 100)                | 9               |
| Ba Lan (Polish Airplay Top 100)                 | 3               |
| Bồ Đào Nha (AFP)                                | 3               |
| Romania (Media Forest)                          | 4               |
| Russia Airplay (Tophit)                         | 2               |
| Scotland (OCC)                                  | 12              |
| Slovakia (Rádio Top 100)                        | 14              |
| Slovakia (Singles Digitál Top 100)              | 8               |
| Slovenia (SloTop50)                             | 16              |
| South Korea International Chart (Gaon)          | 9               |
| Tây Ban Nha (PROMUSICAE)                        | 10              |
| Thụy Điển (Sverigetopplistan)                   | 20              |
| Thụy Sĩ (Schweizer Hitparade)                   | 6               |
| Anh Quốc (OCC)                                  | 9               |
| Hoa Kỳ Billboard Hot 100                        | 5               |
| Hoa Kỳ Adult Contemporary (Billboard)           | 27              |
| Hoa Kỳ Adult Pop Airplay (Billboard)            | 1               |
| Hoa Kỳ Dance Club Songs (Billboard)             | 38              |
| Hoa Kỳ Pop Airplay (Billboard)                  | 1               |
| Hoa Kỳ Rhythmic (Billboard)                     | 9               |
| Venezuela English (Record Report)               | 1               |

## Chứng nhận
}}
| Quốc gia | Chứng nhận  | Số đơn vị/doanh số chứng nhận |
| --- | ----------- | ----------------------------- |
| Úc (ARIA) | 2× Bạch kim | 140.000‡                      |
| Áo (IFPI Áo) | Vàng        | 15.000‡                       |
| Bỉ (BEA) | Bạch kim    | 0‡                            |
| Đan Mạch (IFPI Đan Mạch) | Vàng        | 15,000‡                       |
| Pháp (SNEP) | Bạch kim    | 150,000‡                      |
| Đức (BVMI) | Vàng        | 150.000‡                      |
| Ý (FIMI) | 2× Bạch kim | 100.000‡                      |
| New Zealand (RMNZ) | Bạch kim    | 30.000‡                       |
| South Korea (Gaon) | Không có    | 225,647                       |
| Tây Ban Nha (PROMUSICAE) | Bạch kim    | 40.000‡                       |
| Anh Quốc (BPI) | Bạch kim    | 600.000‡                      |
| Hoa Kỳ (RIAA) | Bạch kim    | 1.000.000‡                    |
| * Chứng nhận dựa theo doanh số tiêu thụ. ^ Chứng nhận dựa theo doanh số nhập hàng. ‡ Chứng nhận dựa theo doanh số tiêu thụ và phát trực tuyến. |             |                               |